# ルガルザゲシ
ルガルザゲシ（Lugal Zage Si）は、古代メソポタミア時代のシュメールの王。シュメール王名表によればウルク第3王朝のただ1人の王である。領域国家の成立はルガルザゲシの時代にその萌芽が見られ、非常に重要な人物である。彼の在位年についてはいろいろな説があるが、この時期のメソポタミア史の編年は憶測が多く混じり、正確な復元は困難である。

## 来歴
元来はウンマの王であったが、隣接する都市国家ラガシュ王ウルイニムギナ（ウルカギナ）を倒してこれを征服し、さらにウルクを含むシュメールの主要な都市国家の大半を征服して支配下に置いた。治世の後期には拠点をウルクに置いた。
彼が用いた称号の中に「国土の王」（シュメール語：Lugal kalam ma ki）があるが、これはかつてのウルク王エンシャクシュアンナ時代に用いられた称号を踏襲したものであり、都市という範疇を超えた領域への王権を示す称号であったという説がある。
彼の遺した碑文によれば、ルガルザゲシは「日の昇る所から日の没する所まで征服し、下の海（ペルシア湾）から上の海（地中海）まで道を切り開いた」とあるが、彼が実際にペルシア湾から地中海に至る領域を支配したのかどうかについては議論のあるところである。もしこれが事実であれば、後に彼を破るアッカド王サルゴンはルガルザゲシに対する反乱を起こして成功したことになり、サルゴンの元主君であったウル・ザババなどはルガルザゲシの属王であったことになる。逆に、単なる誇張であり彼が支配したのはシュメール、すなわち南部メソポタミアに過ぎず、北部に成立したアッカドによって征服されたとする説も有力である。
史実は不明であるが、どちらにせよ最終的に彼はアッカド王サルゴンとの戦いに敗れ、彼が支配した領域はアッカドの支配するところとなった。サルゴンの語るところによれば、ルガルザゲシは生きたまま捕らえられ、首に鎖を繋がれてエンリルの門（ニップル市の神殿?）に連れて行かれたという。彼が用いた称号や、「下の海から上の海まで」というフレーズは彼を倒したサルゴンによって踏襲された。